# Tour de Japón
El Tour de Japón (oficialmente: Tour of Japan) es una prueba ciclista profesional por etapas organizada en Japón
Fue creada en 1996 y desde la creación de los Circuitos Continentales UCI en 2005 forma parte del UCI Asia Tour. Hasta 2012 estuvo encuadrada dentro de la categoría 2.2 (última categoría del profesionalismo) y en 2013 ascendió a la categoría 2.1. La edición de 2011 fue suspendida debido al terremoto de Japón .
Hasta 2006, contaba con 6 etapas y una o dos de montaña. Desde 2007, se aumentó a 7 las etapas y se incluyó una etapa corta ascendiendo al Monte Fuji (11,4 km). En 2012, se redujo a un prólogo y 5 etapas.

## Palmarés
| Año                                                                      | Ganador               | Segundo             | Tercero              |           |
| ------------------------------------------------------------------------ | --------------------- | ------------------- | -------------------- | --------- |
| 1996                                                                     | Jean-Philippe Duracka | David Lefèvre       | Daisuke Imanaka      |           |
| 1997                                                                     | Bart Bowen            | Riccardo Ferrari    | Peter Rogers         |           |
| 1998                                                                     | Frank McCormack       | Jaroslav Bílek      | Andreas Walzer       |           |
| 1999                                                                     | Andrzej Sypytkowski   | Denis Lunghi        | Nick Gates           |           |
| 2000                                                                     | Mauro Gianetti        | Grzegorz Wajs       | René Haselbacher     |           |
| 2001                                                                     | Paweł Niedźwiecki     | Pietro Zucconi      | Scott Davis          |           |
| 2002                                                                     | Olexandr Klymenko     | Simone Mori         | Bert Scheirlinckx    |           |
| 2003 edición no disputada                                                |                       |                     |                      |           |
| 2004                                                                     | Shinichi Fukushima    | Christian Heule     | Mikhail Teteriouk    |           |
| 2005                                                                     | Félix Cárdenas        | Andréi Mizúrov      | Matteo Carrara       |           |
| 2006                                                                     | Vladimir Duma         | John-Lee Augustyn   | Andréi Mizúrov       |           |
| 2007                                                                     | Francesco Masciarelli | Valentin Iglinskiy  | Aleksandr Dyachenko  |           |
| 2008                                                                     | Cameron Meyer         | Jai Crawford        | Vincenzo Garofalo    |           |
| 2009                                                                     | Sergio Pardilla       | Gong Hyo-suk        | Dmitri Fofonov       |           |
| 2010                                                                     | Cristiano Salerno     | Andréi Mizúrov      | Alexandr Shushemoin  |           |
| 2011 edición no disputada debido al Terremoto y tsunami de Japón de 2011 |                       |                     |                      |           |
| 2012                                                                     | Fortunato Baliani     | Julián Arredondo    | Jarosław Dąbrowski   |           |
| 2013                                                                     | Fortunato Baliani     | Julián Arredondo    | Damien Monier        |           |
| 2014                                                                     | Samad Poor Seiedi     | Grega Bole          | Ghader Mizbani       |           |
| 2015                                                                     | Samad Poor Seiedi     | Rahim Ememi         | Hossein Askari       |           |
| 2016                                                                     | Óscar Pujol           | Marcos García       | Samad Poor Seiedi    |           |
| 2017                                                                     | Óscar Pujol           | Nathan Earle        | Hamid Pourhashemi    |           |
| 2018                                                                     | Marcos García         | Hermann Pernsteiner | Thomas Lebas         |           |
| 2019                                                                     | Chris Harper          | Benjamín Prades     | José Toribio Alcolea |           |
| 2020                                                                     | cancelada             | cancelada           | cancelada            | cancelada |
| 2021                                                                     | Nariyuki Masuda       | Thomas Lebas        | Masaki Yamamoto      |           |
| 2022                                                                     | Nathan Earle          | Benjamin Dyball     | Thomas Lebas         |           |
| 2023                                                                     | Nathan Earle          | Benjamin Dyball     | Atsushi Oka          |           |
| 2024                                                                     | Giovanni Carboni      | Merhawi Kudus       | Benjamin Dyball      |           |
| 2025                                                                     |                       |                     |                      |           |

Nota: En 2004, el segundo clasificado inicialmente fue el ciclista español Roberto Lozano a quien se le anuló su resultado por dopaje.

## Palmarés por países
| País           | Victorias |
| -------------- | --------- |
| Italia         | 6         |
| España         | 4         |
| Australia      | 4         |
| Estados Unidos | 2         |
| Polonia        | 2         |
| Ucrania        | 2         |
| Irán           | 2         |
| Japón          | 2         |
| Suiza          | 1         |
| Colombia       | 1         |
| Francia        | 1         |